# Delle scarpe perfette
Delle scarpe perfette è il quinto libro della serie I racconti di mezzanotte di Nick Shadow, uno dei pseudonimi usati dallo scrittore inglese Allan Frewin Jones.

## Trama
Justin Vafadari, ragazzo con la passione per il calcio, vince un paio di scarpe nuove per essere stato il decimillesimo cliente in un negozio di calzature, che poco tempo dopo viene distrutto da un misterioso incendio. Il giorno dopo l'aiuola della madre viene devastata e la donna incolpa il figlio e lo obbliga a sistemarla; mentre esegue, viene beffato dal signor Wilson, l'acido vicino di casa. Poco prima Justin scopre che le sue scarpe nuove si sono stranamente sporcate di terra. Poco dopo il ragazzo va in piscina con i suoi due migliori amici, ma avviene un furto e Justin scopre che i soldi scomparsi sono incastrati delle sue calzature; viene anche sporcata la macchina del signor Wilson e un uomo viene aggredito e picchiato a sangue. Il ragazzo si convince sempre di più che la colpa sia delle sue scarpe, in qualche modo maledette e decide di sbarazzarsene in discarica. Ma, mentre si avvia, le scarpe, il quale è stato obbligato a indossare, prendono vita e lo fanno finire in mezzo alla strada, dove viene investito. Poco dopo, sul luogo dell'incidente, due ragazzi ritrovano le scarpe, e uno le prende con sé.